# ريموند جيه. كولينز
كان ريموند جيمس جورج كولينز، الحاصل على وسام الإمبراطورية البريطانية (8 أغسطس 1897 - 5 يونيو 1965)، هاوي طوابع نيوزيلنديًا، أُضيف إلى قائمة هواة جمع الطوابع المتميزين عام 1936، وكان أصغر من نال هذا التكريم. لم يتمكن كولينز من حضور حفل التوقيع شخصيًا.
كان كولينز ابن جيمس فرانسيس كولينز. قد تزوج مابل ليليان فايزر في كرايستشيرش في 14 ديسمبر 1922.
وفي عام 1922 أيضًا، نظّم كولينز أول معرض ومؤتمر لهواة جمع الطوابع في نيوزيلندا، والذي تأسس خلاله مجلس هواة جمع الطوابع في نيوزيلندا. وفي العام نفسه، عُيّن ممثلًا لنيوزيلندا في الجمعية الملكية لهواة جمع الطوابع. مؤسس شركة فيرن كولينز وشركاه في كرايستشيرش، كان مؤلفًا غزير الإنتاج في مجال أدب هواة جمع الطوابع في نيوزيلندا، وحرر ونشر مجلة جامع الطوابع النيوزيلندية حتى وقت قصير قبل وفاته. عين عضوًا في وسام الإمبراطورية البريطانية في حفل تكريم رأس السنة الجديدة عام 1957.

## من مؤلفاته
- دليل هواة جمع الطوابع - الناشر: فيرن وشركاه، كرايستشيرش 1921.
- طوابع جزر المحيط الهادئ - الناشر: فيرن وشركاه، كرايستشيرش 1924.
- إلغاءات نيوزيلندا - الناشر: فيرن وشركاه، كرايستشيرش 1926.
- أهم طابع بريدي لنيوزيلندا - الناشر: فيرن وشركاه، كرايستشيرش 1951.
- البنس العالمي لنيوزيلندا - الناشر: الجمعية الملكية لهواة جمع الطوابع في نيوزيلندا، ويلينغتون 1953.